# Comuna Bukvarka, Oleksandrivka
Bukvarka (în ucraineană Букварка) este o comună în raionul Oleksandrivka, regiunea Kirovohrad, Ucraina, formată din satele Bukvarka (reședința), Rozdollea și Tarasivka.

## Demografie
Componența lingvistică a comunei Bukvarka
     Ucraineană (97,59%)
     Rusă (1,97%)
     Alte limbi (0,44%)
Conform recensământului din 2001, majoritatea populației comunei Bukvarka era vorbitoare de ucraineană (97,59%), existând în minoritate și vorbitori de rusă (1,97%).